# Title (EP)
Title là đĩa mở rộng đầu tay của nữ nghệ sĩ thu âm người Mỹ Meghan Trainor, được phát hành vào ngày 9 tháng 9 bởi hãng thu âm Epic Records. EP cho phát hành đĩa đơn "All About That Bass" vào tháng 6 năm 2014.

## Quảng bá
Trainor trình bày "All About That Bass" trực tiếp trên chương trình Emily West vào ngày 16 tháng 7 năm 2014, Live! with Kelly and Michael vào ngày 7 tháng 8 năm 2014 và The Tonight Show Starring Jimmy Fallon cùng The Roots vào ngày 6 tháng 9 năm 2014. Trainor tiếp tục trình diễn "Title" tại New York vào ngày 17 tháng 8 năm 2014 và "Dear Future Husband" tại Kansas ngày 10 tháng 8 năm 2014.

## Đĩa đơn
"All About That Bass" được chọn phát hành dưới dạng đĩa đơn đầu tiên trích từ EP này vào ngày 2 tháng 6 năm 2014. Video âm nhạc của nó được Fatima Robinson đạo diễn cùng Charm La'Donna và Sione Maraschino biên đạo. Bài hát là một thành công về thương mại, khi dẫn đầu Billboard Hot 100 cùng các bảng xếp hạng tại Úc, Áo, Canada, Đan Mạch, New Zealand và Anh Quốc.

## Danh sách bài hát
| STT              | Nhan đề               | Sáng tác                    | Sản xuất         | Thời lượng |
| ---------------- | --------------------- | --------------------------- | ---------------- | ---------- |
| 1.               | "All About That Bass" | Meghan Trainor Kevin Kadish | Kadish           | 3:07       |
| 2.               | "Title"               | Trainor Kadish              | Kadish           | 2:54       |
| 3.               | "Dear Future Husband" | Trainor Kadish              | Kadish           | 3:04       |
| 4.               | "Close Your Eyes"     | Trainor Kadish              | Kadish           | 3:40       |
| Tổng thời lượng: | Tổng thời lượng:      | Tổng thời lượng:            | Tổng thời lượng: | 12:45      |

## Xếp hạng
| Bảng xếp hạng (2014)       | Thứ hạng cao nhất |
| -------------------------- | ----------------- |
| Album Canada (Billboard)   | 17                |
| Album Hoa Kỳ Billboard 200 | 15                |

## Lịch sử phát hàhh
| Quốc gia | Ngày phát hành     | Định dạng       | Nhãn thu âm  |
| -------- | ------------------ | --------------- | ------------ |
| Úc       | 9 tháng 9 năm 2014 | CD, Tải nhạc số | Epic Records |
| Hoa Kỳ   | 9 tháng 9 năm 2014 | CD, Tải nhạc số | Epic Records |